# Едгардо Мадінабейтія
Едгардо Мадінабейтія (ісп. Edgardo Madinabeytia, 28 серпня 1932, Сан-Мігель — 31 березня 2002, Буенос-Айрес) — аргентинський футболіст, що грав на позиції воротаря. Виступав за клуби «Уракан» та «Атлетіко», в якому став чемпіоном Іспанії, триразовим володарем Кубка Іспанії та володарем Кубка Кубків УЄФА.

## Ігрова кар'єра
У професійному футболі Едгардо Мадінабейтія дебютував 1950 року виступами за команду «Уракан», в якій грав до 1958 року, взявши участь у 102 матчах чемпіонату.
У 1958 році Мадінабейтія перейшов до іспанського клубу «Атлетіко», в якому грав до 1967 року. В іграх за мадридський клуб відзначався досить високою надійністю, пропускаючи в іграх чемпіонату в середньому менше одного гола за матч. За час виступів за «Атлетіко» виборов титул чемпіона Іспанії, тричі ставав володарем Кубка Іспанії, та володарем Кубка Кубків УЄФА.
У 1967 році аргентинський воротар перейшов до іншого іспанського клубу «Реал Мурсія», але зіграв у його складі лише один матч, і завершив виступи на футбольних полях.
Після завершення виступів на футбольних полях Едгардо Мадінабейтія повернувся на батьківщину. Помер колишній футболіст 31 березня 2002 року на 70-му році життя у Буенос-Айресі.

## Титули і досягнення
- Чемпіон Іспанії (1):

«Атлетіко»: 1965–1966
- Володар Кубка Іспанії (3):

«Атлетіко»: 1959–1960, 1960–1961, 1964–1965
- Володар Кубка Кубків УЄФА (1):

«Атлетіко»: 1961–1962